# Bento Box Entertainment
Bento Box Entertainment är en amerikansk animationsstudio grundad 2009, med huvudkontor i North Hollywood i Los Angeles.
2011 producerade studion första säsongen av Bob's Burgers, och sedan 2010 producerar de webbserien Glove and Boots som visas på YouTube. Glove and Boots kanaler innehåller flera humoristiska sketcher och dylikt, med handdockor som karaktärer.
De har en animationsstudio i Atlanta och Toronto. De har ett dotterbolag kallat Sutikki, vars produktioner riktar sig till barn. Sutikki har ett kontor i Storbritannien.

## Produktioner

### TV-serier
| Titel                          | År        | TV-kanal       | Anmärkningar                                                                                  |
| ------------------------------ | --------- | -------------- | --------------------------------------------------------------------------------------------- |
| Neighbors from Hell            | 2010      | TBS            | samproduktion med 20th Century Fox Television, Dreamworks och MoonBoy Animation               |
| Bob's Burgers                  | 2011–     | FOX            | samproduktion med 20th Century Fox Television, Wilo Productions och Buck & Millie Productions |
| Allen Gregory                  | 2011      | FOX            | samproduktion med 20th Century Fox Television och Chernin Entertainment                       |
| Brickleberry                   | 2012–2015 | Comedy Central | samproduktion med Fox 21, Damn! Show Productions och Black Heart Productions                  |
| Out There                      | 2013      | IFC            | samproduktion med 20th Century Fox Television och Quincy Productions                          |
| Murder Police                  | 2014      | FOX            | samproduktion med 20th Century Fox Television                                                 |
| Bordertown                     | 2016      | FOX            | samproduktion med 20th Century Fox Television, Fuzzy Door Productions och Hentemann Films     |
| Future-Worm!                   | 2016–     | Disney XD      | samproduktion med Disney Television Animation och Quincy Productions                          |
| Legends of Chamberlain Heights | 2016-     | Comedy Central |                                                                                               |
| Moon och Me                    | 2018      | CBBC           | Första Sutikki produktionen                                                                   |
| Who Was?                       | 2018      | Netflix        | samproduktion med Penguin Rochom House, FremantleMedia och Matador Content                    |
| The Pochas                     | TBA       | Teletoon       | samproduktion med Corus Entertainment                                                         |
| The Blues Brothers             | TBA       |                |                                                                                               |

### Webbserier
| Titel           | År        | Hemsida | Anmärkningar                                                          |
| --------------- | --------- | ------- | --------------------------------------------------------------------- |
| Glove och Boots | 2010–     | YouTube | Ursprungligen en lokal produktion i New York från 2004 till 2006      |
| Future-Worm!    | 2015      | YouTube |                                                                       |
| The Awesomes    | 2013–2015 | Hulu    | samproduktion med Broadway Video och Sethmaker Shoemeyers Productions |

### Filmer
| Premiärdatum    | Titel                | Anmärkningar                                        |
| --------------- | -------------------- | --------------------------------------------------- |
| 18 mars 2014    | Achmed Saves America | samproduktion med Levity Entertainment Group        |
| 20 januari 2015 | Madea's Tough Love   | samproduktion med Lionsgate och Tyler Perry Studios |